# بوب هولكومب
بوب هولكومب هو سياسي أمريكي، ولد في 1 مارس 1922 في سان بيرناردينو في الولايات المتحدة، وتوفي في 29 نوفمبر 2010 في لوما ليندا في الولايات المتحدة. نشط حزبياً في الحزب الجمهوري.